# Trite gracilipalpis
Trite gracilipalpis är en spindelart som beskrevs av Lucien Berland 1929. Trite gracilipalpis ingår i släktet Trite och familjen hoppspindlar. Inga underarter finns listade i Catalogue of Life.